# Psicoanálisis

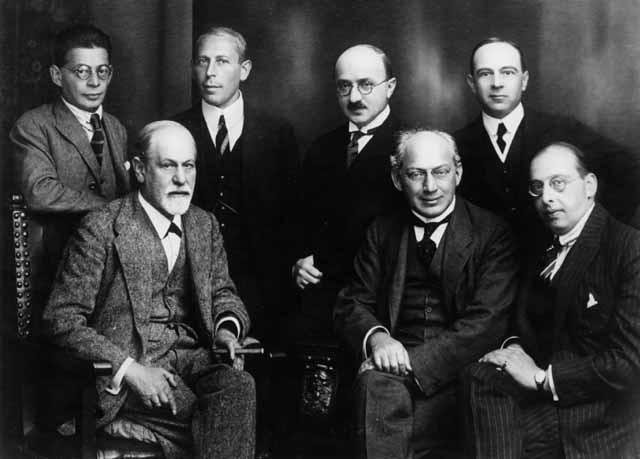
Freud y otros psicoanalistas en 1922. De izquierda a derecha sentados: Sigmund Freud, Sándor Ferenczi y Hanns Sachs. De pie: Otto Rank, Karl Abraham, Max Eitingon y Ernest Jones.

El psicoanálisis (del griego ψυχή [psykhé], 'alma' o 'mente', y ἀνάλυσις [análysis], 'análisis', en el sentido de examen o estudio) es una práctica terapéutica y técnica de investigación fundada alrededor de 1896 por el neurólogo austríaco Sigmund Freud. A partir del psicoanálisis se han desarrollado posteriormente diversas escuelas de psicología profunda o de orientación dinámica y analítica. Asimismo, la teoría ha influido sobre muchas otras escuelas psicológicas y de terapias no necesariamente psicoanalíticas.
El psicoanálisis tiene como objetivo la investigación de la vida psíquica y la aplicación clínica de un método de psicoterapia (la «cura por la palabra») basadas en la exploración del inconsciente. A través de la técnica de la asociación libre, el psicoanálisis analiza e interpreta las formaciones del inconsciente: los sueños, los actos fallidos, los síntomas, entre otras.
El interés de Freud recayó en el tratamiento de individuos que manifestaban un comportamiento anormal extrayendo sus conclusiones de la observación clínica, técnica que reivindica frente a la de la experimentación. Freud creía que poderosos impulsos biológicos, principalmente de naturaleza sexual, influían en el comportamiento humano. Opinaba que estas tendencias eran inconscientes y que creaban conflictos entre el individuo y las normas sociales. El trabajo de Freud surgió en parte del trabajo clínico de Josef Breuer y otros. Posteriormente, el psicoanálisis se desarrolló en diferentes direcciones, principalmente a partir de estudiantes de Freud, algunas de ellas en oposición a los postulados freudianos, como en el caso de Alfred Adler y en el del colaborador de aquel, Carl Gustav Jung, así como por pensadores neofreudianos, como Erich Fromm, Karen Horney y Harry Stack Sullivan.
El psicoanálisis es una disciplina controvertida y se ha cuestionado su eficacia como tratamiento. Ha sido reemplazada en gran medida a mediados del siglo XX por la similar pero más amplia psicoterapia psicodinámica, aunque conserva una influencia destacada dentro de la psiquiatría. Los conceptos psicoanalíticos también se usan ampliamente fuera del campo terapéutico, en áreas como la crítica literaria psicoanalítica, así como en el psicoanálisis del cine y otros fenómenos culturales. En el ámbito de la filosofía política, el psicoanálisis tiene su expresión en perspectivas filosóficas como el freudomarxismo y corrientes similares, donde el debate académico gira en torno al carácter histórico de las teorías freudianas sobre la naturaleza humana.

## Concepto
El concepto de «psicoanálisis» designa, por una parte, aquel modelo teórico descriptivo y explicativo de los mecanismos, procesos y fenómenos implicados en la vida anímica humana. Este modelo se basó inicialmente en la experiencia de Sigmund Freud en el tratamiento clínico de pacientes que presentan histerias, fobias y diversos padecimientos psíquicos y ha tenido un amplio desarrollo teórico posterior con el aporte de muchos teóricos del psicoanálisis. Por otra parte, «psicoanálisis» se refiere también a la terapia psicoanalítica misma, es decir, a un conjunto de procedimientos y técnicas terapéuticas que se desarrollan a partir de esta teoría para el tratamiento de patologías mentales. Finalmente, «psicoanálisis» puede referirse además al método psicoanalítico: un método de investigación que ha sido aplicado, más allá de la psicología clínica individual, al análisis de fenómenos culturales, por ejemplo en etnología y antropología (entre otras disciplinas). El desarrollo del psicoanálisis es permanente en estos tres aspectos por parte de investigadores y clínicos, si bien cabe remarcar que tal segmentación del campo psicoanalítico no puede ser otra cosa que una esquematización descriptiva, y que en ningún caso da cuenta de la estructura propia del psicoanálisis donde teoría y práctica se encuentran ligadas sin que pueda darse la una sin la otra. Freud sostuvo que una de las glorias del psicoanálisis era la coincidencia de investigación y tratamiento, si bien aclara que la técnica de ambas difiere. El psicoanálisis moderno se caracteriza por el pluralismo teórico, metódico y terapéutico. Si el psicoanálisis puede o no considerarse una teoría científica es un asunto que en círculos académicos y profesionales continúa siendo controvertido.
La definición clásica de Freudincluye, según resumen Jean Laplanche y Jean-Bertrand Pontalis, los siguientes tres aspectos:

«A) Un método de investigación que consiste esencialmente en evidenciar la significación inconsciente de las palabras, actos, producciones imaginarias (sueños, fantasías, delirios) de un individuo. Este método se basa principalmente en las asociaciones libres del sujeto, que garantizan la validez de la interpretación. La interpretación psicoanalítica puede extenderse también a producciones humanas para las que no se dispone de asociaciones libres.

B) Un método psicoterapéutico basado en esta investigación y caracterizado por la interpretación controlada de la resistencia, de la transferencia y del deseo. En este sentido se utiliza la palabra psicoanálisis como sinónimo de cura psicoanalítica; ejemplo, emprender un psicoanálisis (o un análisis).

C) Un conjunto de teorías psicológicas y psicopatológicas en las que se sistematizan los datos aportados por el método psicoanalítico de investigación y de tratamiento.»

## Definiciones derivadas de los tres aspectos

### Psicoanálisis como teoría explicativa
El psicoanálisis es una teoría sobre los procesos psíquicos inconscientes, que presenta una concepción ampliada de la sexualidad, de sus relaciones con el acontecer psíquico y su reflejo en lo sociocultural. El supuesto de que existen los procesos, fenómenos y mecanismos psíquicos inconscientes junto al papel de la sexualidad y del llamado complejo de Edipo, que resulta en una diferenciación entre instinto y pulsión; así como la aceptación de la teoría de la represión y el papel de la resistencia en el análisis constituyen para Freud los pilares fundamentales de su edificio teórico, al punto que sostiene que «quien no pueda admitirlos todos no debería contarse entre los psicoanalistas».
Esta definición de Freud ha tenido amplia aceptación entre los psicoanalistas, así como también la necesidad de la transmisión del saber a través del análisis didáctico y los análisis de control o supervisados. Esta aceptación o identificación con los pilares centrales de la teoría y el método, se dio en medio de controversias. Refiriéndose a la definición de Freud de 1922, la historiadora Élisabeth Roudinesco comenta:

«Freud proporcionó la definición más precisa del marco psicoanalítico, al subrayar que sus "pilares" teóricos eran el inconsciente, el complejo de Edipo, la resistencia, la represión y la sexualidad (...) Si bien los freudianos de todas las tendencias siempre aceptaron reconocerse en esta definición de psicoanálisis, no han cesado de combatir entre ellos a dividirse acerca de la cuestión de la técnica psicoanalítica y el psicoanálisis didáctico».

En efecto, los psicoanalistas de las generaciones que siguieron a Freud desarrollaron la teoría en diversas direcciones, en parte reforzando y complementando sus ideas, en parte distanciándose de ellas o criticando algunos puntos más o menos centrales. Estos movimientos de diferenciación e integración, han dado lugar a la existencia de varias escuelas, con diversas concepciones u orientaciones. Por ejemplo, la Psicología del yo, la teoría de las relaciones objetales (de Melanie Klein, Donald Winnicott), el psicoanálisis relacional, el psicoanálisis lacaniano. Asimismo, escisiones tempranas y divergencias en aspectos decisivos dieron lugar a escuelas completamente independientes, como la psicología analítica de Carl Gustav Jung.

### Psicoanálisis como método de investigación

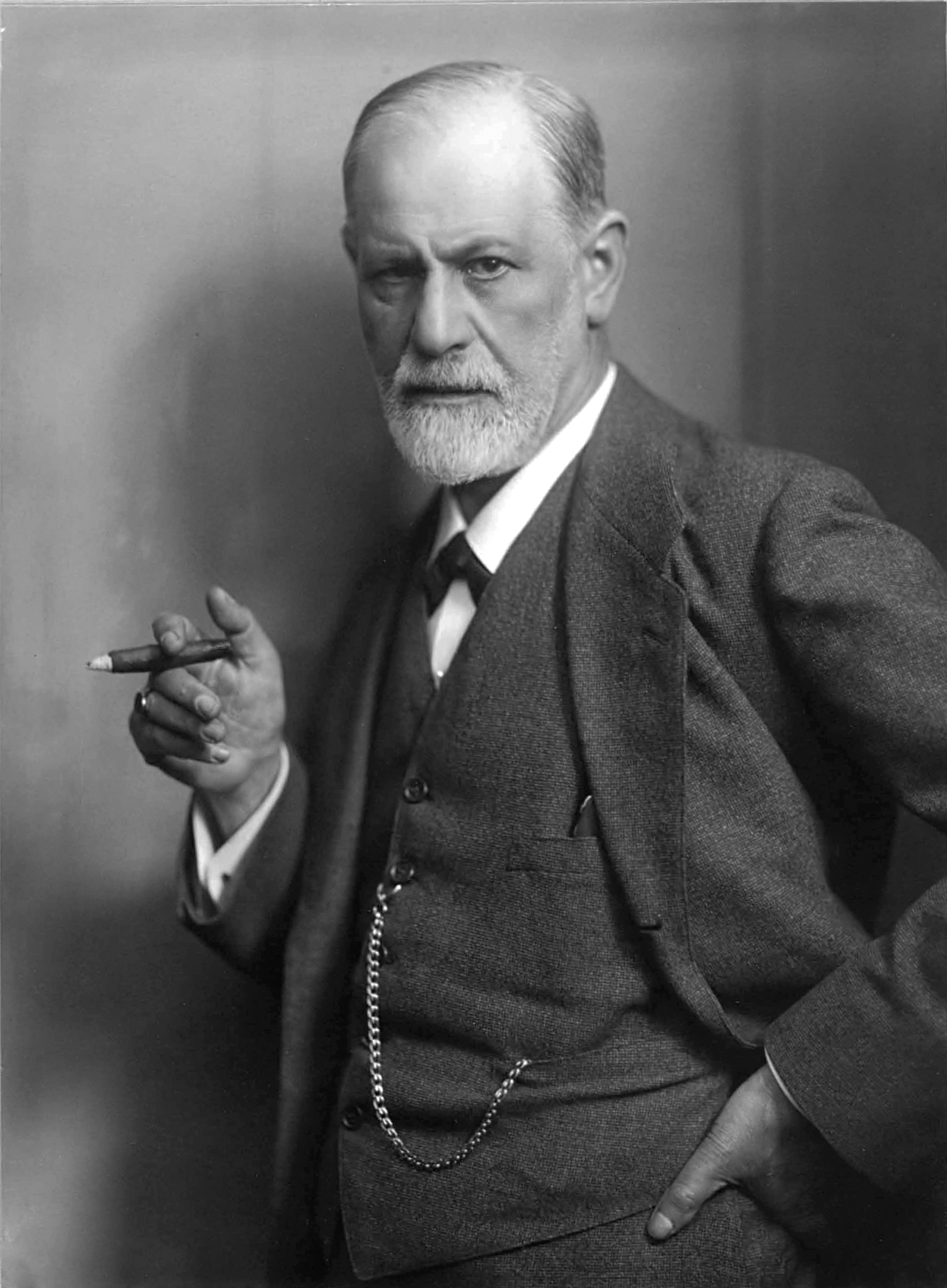
Sigmund Freud.

El psicoanálisis incluye también una serie de métodos para la investigación de la experiencia, el pensamiento y la conducta humana, tanto de sujetos individuales como de grupos y culturas. Esta última aplicación se ha llamado también etnopsicoanálisis.
La idea central de esta aplicación del psicoanálisis consiste en que tras la superficie en la que se representan las formas de comportamiento perceptibles (en la conducta individual y en la de los grupos y culturas) así como también tras las normas sociales y valores de una comunidad cultural, con frecuencia se esconden contenidos y motivaciones inconscientes que no son de acceso fácil al Yo y que pueden develarse y hacerse comprensibles con la ayuda de los conceptos y métodos del psicoanálisis.[cita requerida]
En las décadas siguientes a Freud, diversos psicoanalistas desarrollaron otras técnicas para la exploración e interpretación psicoanalítica de diversas manifestaciones culturales: desde los cuentos de hadas y mitos hasta el análisis de obras literarias mayores, del cine o de las artes plásticas.

### Psicoanálisis como terapia
En el sentido estricto, el psicoanálisis puede ser definido como un método y técnica de tratamiento psicoterapéutico basada en la exploración del inconsciente a través de la asociación libre. A diferencia de los métodos que se basan en ejercicios, entrenamiento o aprendizaje (como las técnicas conductuales) o de las explicaciones en el plano cognitivo, el psicoanálisis se cuenta entre las técnicas de descubrimiento o develación que intentan que el paciente logre una comprensión profunda de las circunstancias (generalmente inconscientes) que han dado origen a sus afecciones, o son la causa de sus sufrimientos o malestares psíquicos. Aunque frecuentemente se asocia esto a la introspección, constituye un malentendido esperar como objetivo esencial de la terapia psicoanalítica una comprensión racional acerca de las relaciones causales. Se trata más bien de lograr una reestructuración de más amplio alcance de la personalidad, muy especialmente de la vida afectiva y particularmente en aquellas áreas que contribuyen y mantienen la formación de síntomas, o de formas defensivas que causan daño o malestar. [cita requerida]
El psicoanálisis clásico se desarrolla durante algunos años con una frecuencia de tres a cinco veces por semana. En la disposición clásica el paciente se recuesta en un diván y habla, en lo posible sin censura, sobre todo lo que siente, piensa, poniendo en palabras toda ocurrencia que le venga a la mente. Esta técnica se denomina asociación libre y constituye la regla fundamental. El analista que está sentado tras él, escucha manteniendo una atención parejamente flotante y comunica al paciente sus interpretaciones, hechas según el material que va apareciendo durante el proceso analítico. El analista entrega estas interpretaciones a su paciente tantas veces como considere conveniente y en las situaciones que decida. En particular el analista captará e interpretará los patrones emocionales y de funcionamiento psíquico, los mecanismos típicos que el paciente repite en la relación con él en forma de transferencia y, básicamente, las formaciones del inconsciente que surjan en el discurrir del analizante a lo largo de su análisis.
"
Independientemente de las variaciones que existen en las diferentes escuelas posteriores a Freud, donde muchas de ellas modifican esta "disposición" o "encuadre" clásico, el eje central del psicoanálisis como técnica terapéutica es la asociación libre. Desde la época de Freud y hasta la actualidad se le asigna a la llamada "regla técnica fundamental" un carácter demarcatorio entre lo que se llama psicoanálisis y lo que es una terapia diversa de este.

## Historia del concepto

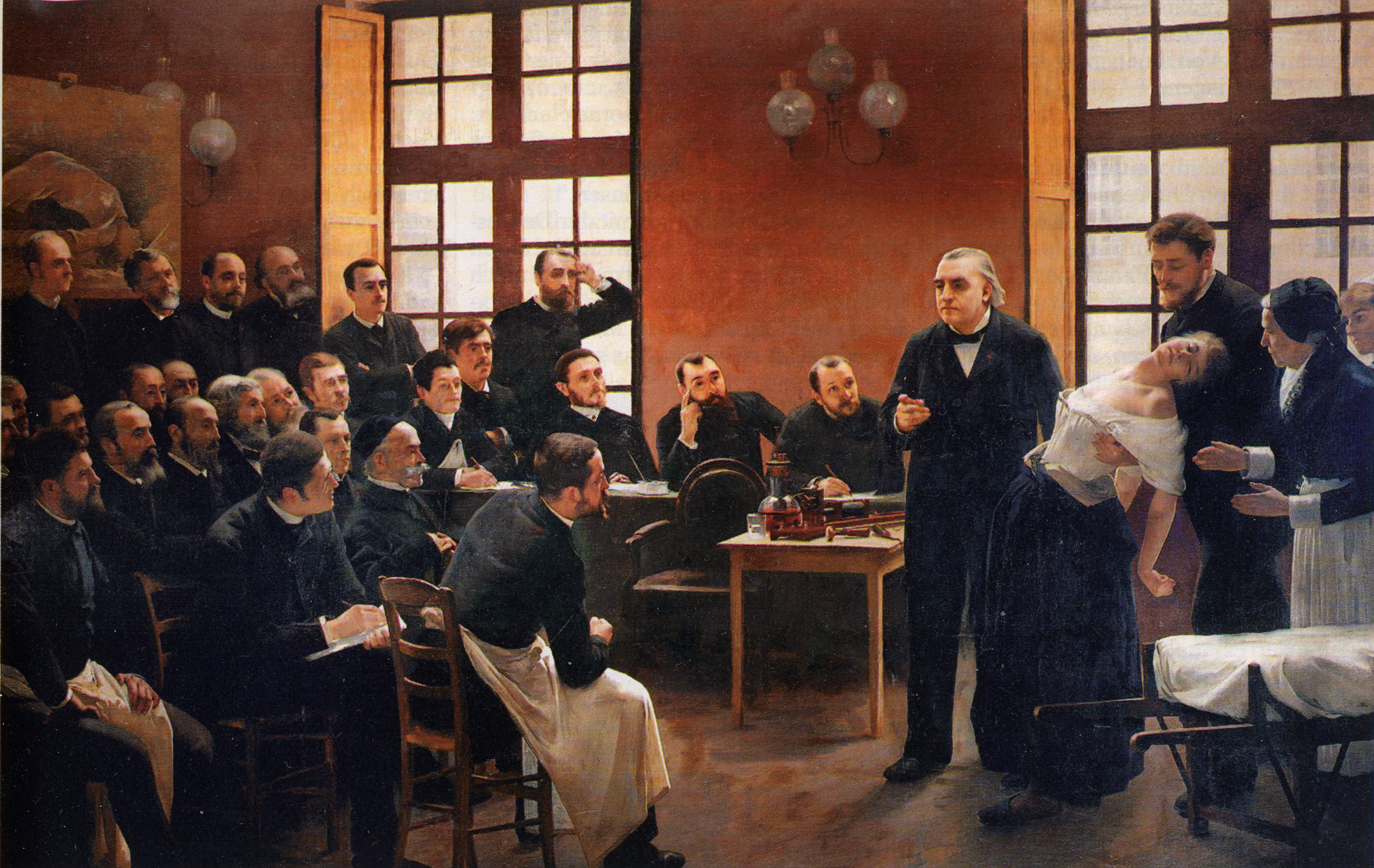
Jean-Martin Charcot enseñando en el Salpêtrière de París: mostrando a sus estudiantes una mujer ("Blanche" (Marie) Wittman) en "estado histérico".

La historia del psicoanálisis corresponde en gran parte a la historia de su fundación, elaboración, revisión y difusión por parte de su máxima figura, el médico y neurólogo vienés Sigmund Freud.
Se considera un antecedente clave para el nacimiento del psicoanálisis que Freud llegase a ser alumno de Jean Martin Charcot en el hospital Salpêtrière de París entre los años 1885 y 1886. Freud se familiarizaría así con las investigaciones llevadas a cabo sobre la histeria las cuales mostraban que mediante la hipnosis se podían inducir, suprimir e intercambiar toda clase de síntomas presentes en los cuadros histéricos, sugiriendo una etiología psicológica y no orgánica. Las mujeres histéricas que eran sometidas a tal experiencia no conservaban en la conciencia lo sucedido, es decir, no recordaban, aunque la sugestión hipnótica seguía actuando una vez deshecho el trance hipnótico. Ya de vuelta a Viena y en colaboración con su amigo y colega, el fisiólogo Joseph Breuer, aplicó el método catártico descubierto por este, que más tarde modificaría paulatinamente hasta dar forma al psicoanálisis.
Tras años de experiencia clínica, Freud propuso la teoría de que los síntomas histéricos y neuróticos tenían como causa núcleos traumáticos reprimidos en el inconsciente por ser moralmente inaceptables para el Yo del sujeto. Freud postuló que estos núcleos patológicos consistían en «uno o varios sucesos de precoz experiencia sexual, perteneciente a la más temprana infancia».

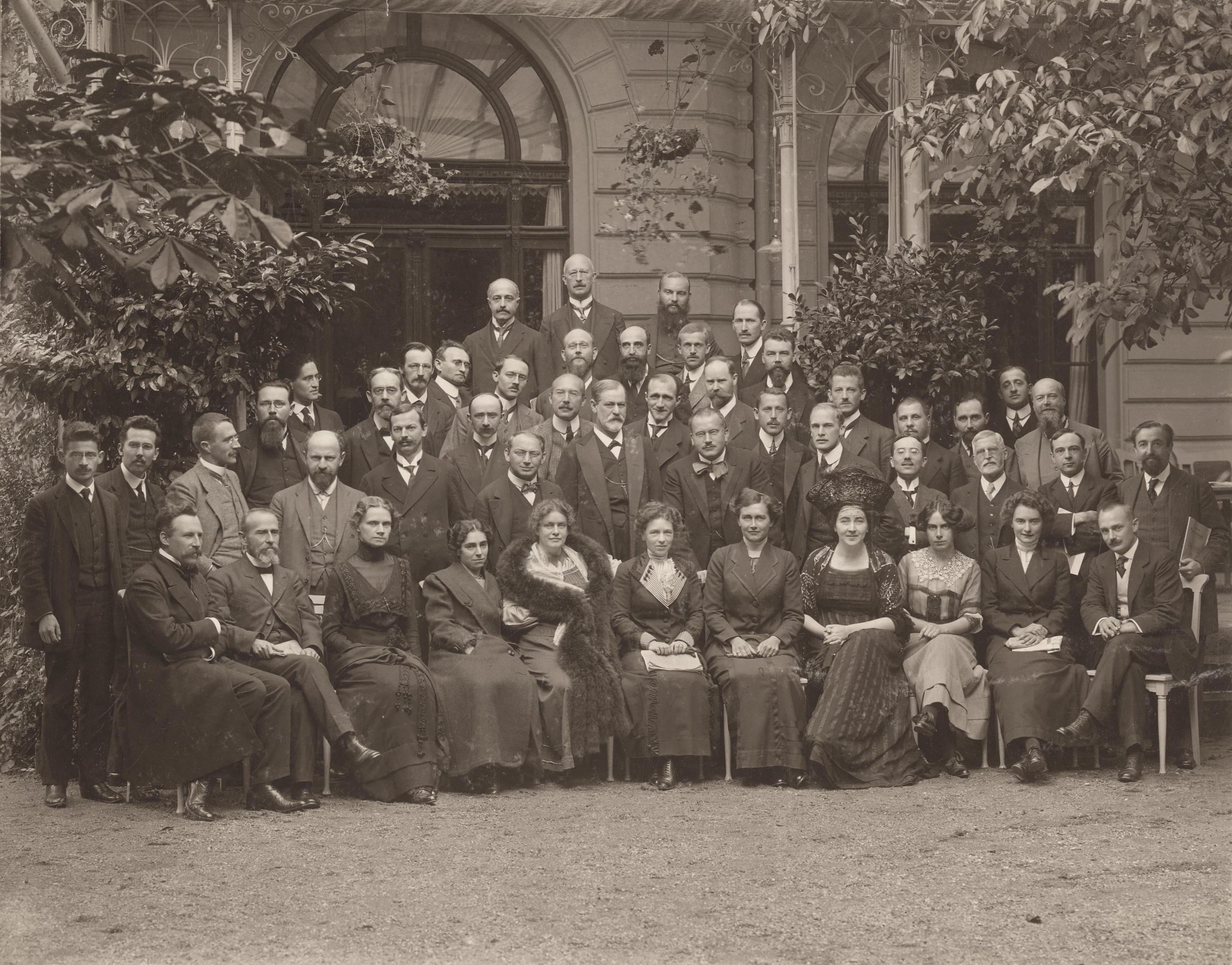
Congreso Internacional de Psicoanálisis celebrado en Weimar en septiembre de 1911. En 7.º lugar, 2.ª fila: Sandor Ferenci; 8.ºl., 2.ª f.: Sigmund Freud; 9.ºl., 2.ª f.: C. G. Jung.

En su artículo de 1914 Recordar, repetir, reelaborar, Freud expone brevemente la historia de su método, desde su antecesor, la hipnosis. Al referirse a esta, en particular la «catarsis breueriana», menciona que la misma se enfocaba en la reproducción de los procesos psíquicos de la situación en la que se adquirieron los síntomas neuróticos "para que tuvieran su decurso a través de la actividad consciente". Se partía del supuesto de que los síntomas remitían a esos procesos reprimidos. Junto a la rememoración, la abreacción era otra de las metas a que se apuntaba mediante esta técnica para lo cual se inducía al paciente a un estado hipnótico.
En un momento posterior, Freud decide abandonar la hipnosis, lo cual suele ser explicado diciendo simplemente que no era una técnica con la que él estuviera particularmente cómodo, así como que no es de por sí susceptible de ser aplicada en todos los casos. Por otra parte, se le adjudica como falencia el que tras un período de recuperación, luego de haber sido aplicada, los síntomas retornaban nuevamente, imponiendo la tarea de repetir el tratamiento. Por otra parte, también se dice que este método no permite acceder al trabajo analítico a las «resistencias» del paciente. En cualquier caso, la técnica apuntaba, entonces, a "colegir desde las ocurrencias libres del analizado aquello que él denegaba recordar. Se pretendía sortear la resistencia mediante el trabajo interpretativo y la comunicación de sus resultados al enfermo".
En tercer lugar, Freud abandona la focalización sobre un problema determinado, conformándose con "estudiar la superficie psíquica que el analizado presenta cada vez, y se vale del arte interpretativo, en lo esencial, para discernir las resistencias que se recortan en el enfermo y hacérselas conscientes".
En 1897, coincidiendo con la muerte de su padre, Freud, aplicó a su propia persona la experiencia clínica acumulada y comenzó un estudio profundo de sus recuerdos, deseos y emociones que le permitieron reconstruir su infancia. Este sistemático escrutinio de su psiquismo, considerado acto fundador del psicoanálisis, es conocido como su autoanálisis.

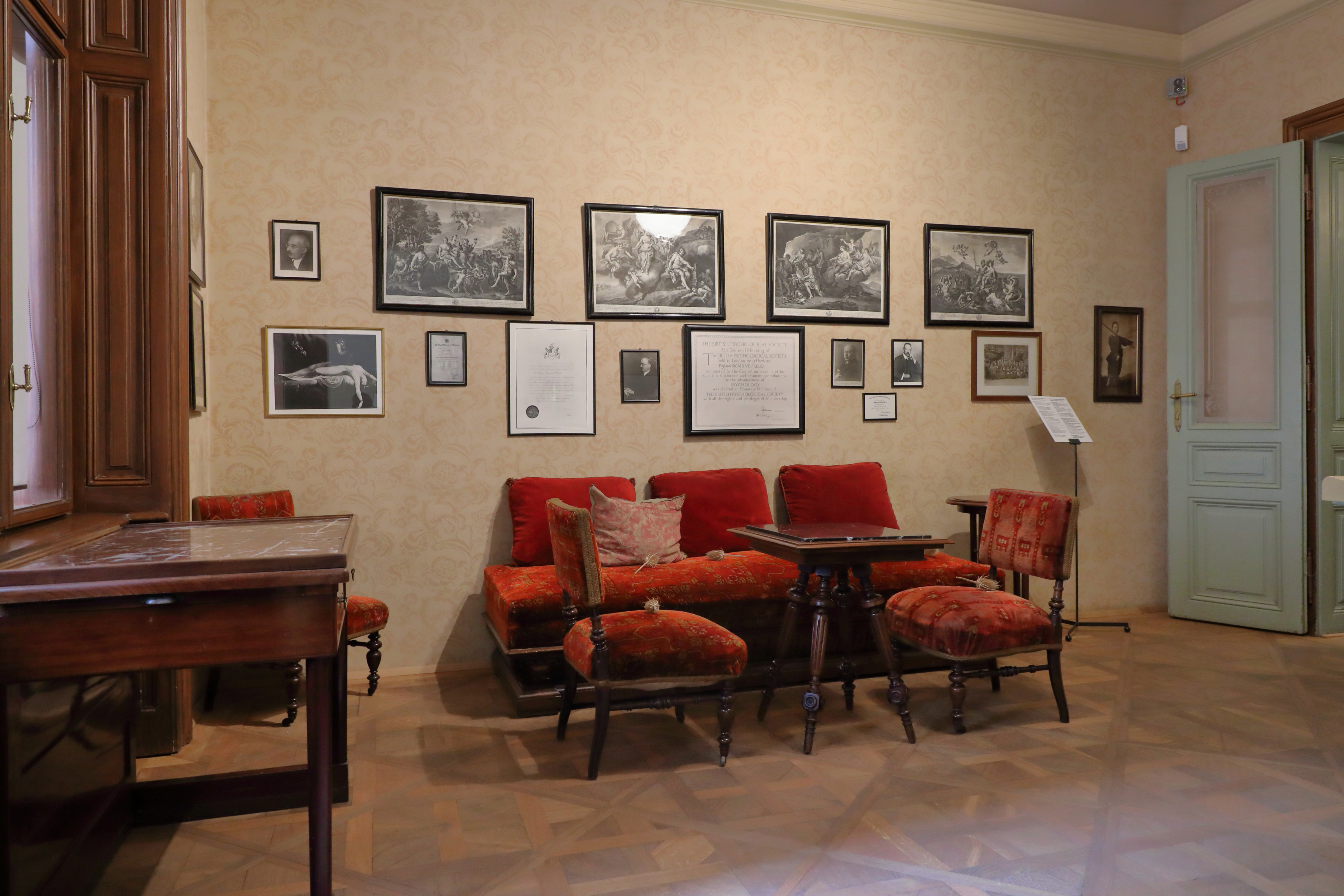
Sala de espera del consultorio en la casa de Freud, donde tenían lugar las reuniones de la "Sociedad Psicológica de los Miércoles".

En el período aproximadamente comprendido entre 1895 y 1905 Freud, atravesó por un intenso aislamiento profesional y personal provocado por la oposición y a menudo indignación que sus teorías suscitaban. A pesar de ello, Freud se mostró particularmente fructífero en estas circunstancias adversas publicando las que se consideran dos obras cardinales del psicoanálisis, La interpretación de los sueños y Tres ensayos sobre teoría sexual. El aislamiento de esta época, que el mismo Freud denominaría «espléndido aislamiento», fue remitiendo paulatinamente y ya en otoño de 1902 nació modesta e informalmente la Psychologische Mittwoch-Gesselschaft (literalmente: «Sociedad Psicológica de los miércoles»). Los médicos vieneses Max Kahane, Rudolf Reitler, Alfred Adler y Wilhelm Stekel se empezaron a reunir, a iniciativa de este último, en la casa de Freud cada miércoles por la noche. Este pequeño grupo formó el núcleo de lo que se convertiría, en 1908, en la Asociación Psicoanalítica Vienesa (Wiener Psychoanalytische Vereinigung).
En 1910 se fundó la Asociación Psicoanalítica Internacional (API), pero no fue hasta 1919, tras el final de la Gran Guerra (1914-1918), cuando el movimiento psicoanalítico internacional comenzó a extenderse social, geográfica y científicamente, convirtiéndose en un referente no solo de la psiquiatría y la clínica, sino también de la cultura crítica. En este proceso de consolidación del pensamiento y la práctica psicoanalítica, tuvo gran importancia la creación de clínicas y ambulatorios de carácter gratuito donde se trataba a las clases más desfavorecidas, la puesta en práctica de la «psicoterapia para las masas» que Freud había propuesto al final de la Guerra. La creación de estas clínicas gratuitas, a la par que supuso un compromiso social sin precedentes desde un movimiento científico, obligó a desarrollar un modelo de formación psicoanalítico institucionalizado para lograr la gran cantidad de psicoterapeutas necesarios para convertir en realidad el proyecto. Siguiendo este modelo, se crearon clínicas gratuitas en Berlín, Viena, Londres, Moscú (sostenida con fondos públicos del estado soviético), Budapest y Chicago. El avance del fascismo europeo durante los años treinta provocó el cierre de estas clínicas, pese a sus buenos resultados clínicos y en investigación, y obligó la emigración forzosa de la mayoría de psicoanalistas europeos.

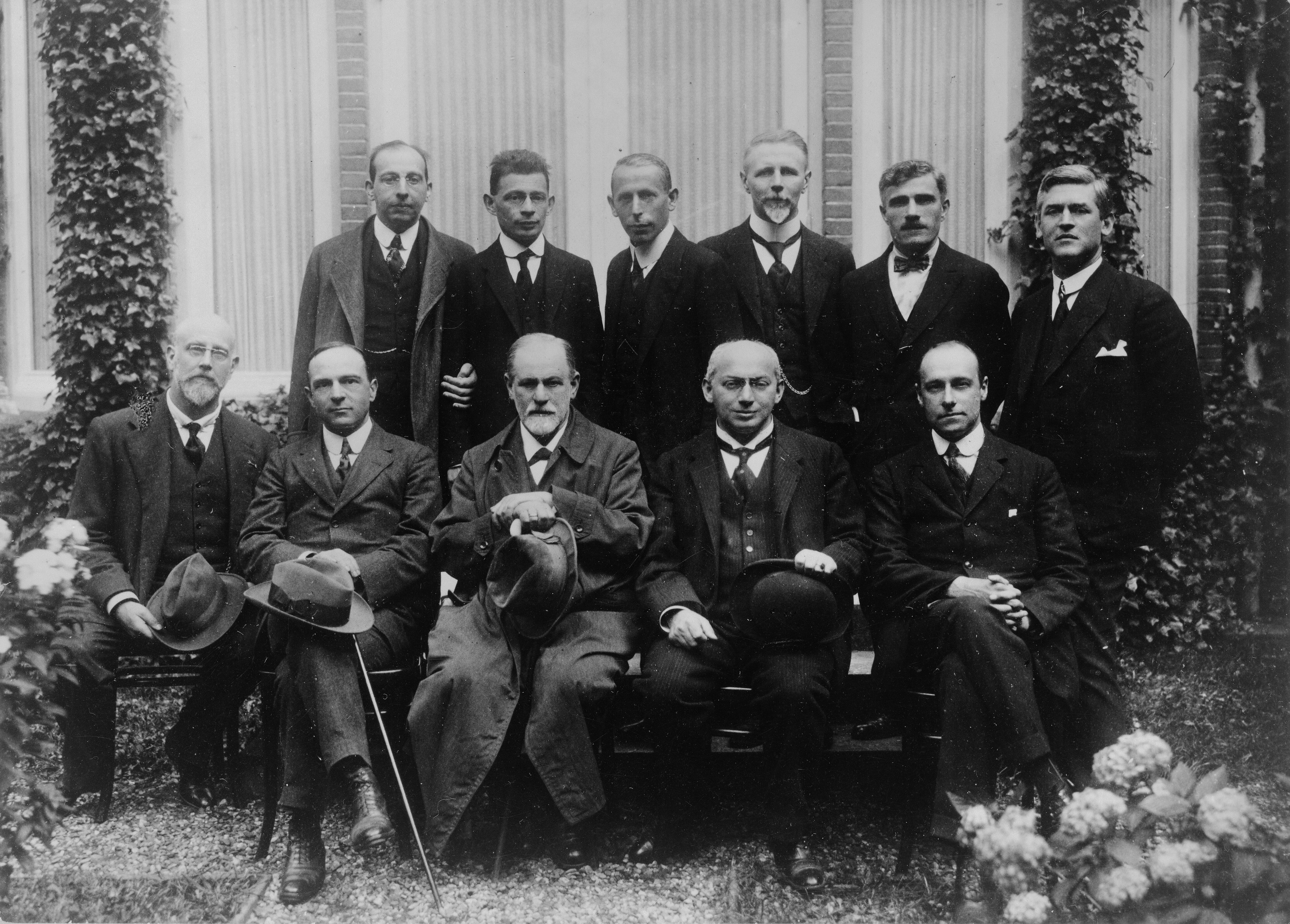
Sigmund Freud con otros colegas en el congreso de La Haya, 1920. La fotografía muestra a Freud sentado (centro), Ernest Jones (segundo desde la izquierda), Sándor Ferenczi (segundo desde la derecha) y de pie (centro) Karl Abraham; varios hombres no identificados aparecen sentados o de pie.

A lo largo de su historia el psicoanálisis no ha dejado de evolucionar conforme nuevos hechos eran descubiertos. También, debido a los diferentes puntos de vista e interpretaciones de diversos autores, se ha ramificado en varias escuelas y técnicas de intervención. Entre los colaboradores y sucesores más representativos de Freud, aparte de los más arriba mencionados, se cuentan, Otto Rank, Wilhelm Reich, Paul Federn, Hanns Sachs, Oskar Pfister, Max Eitingon, Abraham Brill, Sándor Ferenczi, Karl Abraham, Ernest Jones, Marie Bonaparte, Lou Andreas-Salomé, Karen Horney, Anna Freud, Melanie Klein, Donald Winnicott, Wilfred Bion, Jacques Lacan, Erich Fromm, Erik Erikson y muchos otros que han refinado las teorías freudianas e introducido las propias. Mención especial, por su importancia e impacto en el movimiento psicoanalítico, merecen los autores Carl Gustav Jung y Alfred Adler. Ambos se distanciaron del psicoanálisis, discrepando en especial de la tesis freudiana de la etiología sexual de las neurosis, y propusieron ideas, conceptos y teorías alternativas.

## Técnica psicoanalítica
Según el psicoanálisis, los síntomas histéricos y neuróticos tienen un origen ligado a conflictos inconscientes, aspectos de los cuales, pese a ser ajenos por completo al consciente del analizado, pugnan por emerger a la conciencia. El retorno de lo reprimido, resultado de una represión fallida ante la fuerza emergente del material reprimido, es una formación de compromiso, ejemplo de lo cual constituye el síntoma histérico y, en general, el neurótico. El objetivo de la terapia es vencer las resistencias para que el analizado acceda a las determinaciones inconscientes de sus sentimientos, actitud o conducta. Freud, en una de las oportunidades en las que describe la operación que lleva a cabo la terapia analítica, lo hace en estos términos: "la rectificación con posterioridad del proceso represivo originario".
La «regla fundamental» de la técnica psicoanalítica es la asociación libre. El analista introduce al paciente en la técnica solicitándole que le comunique todos los pensamientos, ocurrencias, ideas o imágenes que se le pasen por la mente, independientemente de que estos le parezcan absurdos, irrelevantes o comprometedores, «sin criticarlos o seleccionarlos». Al comunicar estos contenidos, el analizado no debe tener en cuenta cuan insignificante, trivial o desagradable le resulten, ya que esto solo expresaría la acción de las resistencias.
El analista por su parte, también debe respetar reglas, particularmente las tres siguientes:
- Escuchar al analizado con una atención parejamente flotante, es decir, sin privilegiar ningún elemento de su discurso, lo que implica que el analista  «deje funcionar lo más libremente posible su propia actividad inconsciente y suspenda las motivaciones que habitualmente dirigen la atención».[41] En palabras de Freud, «el analista debe escuchar y no hacer caso de si se fija en algo».[42]
- Mantener una actitud neutral, en cuanto a los valores, es decir, no dirigir la cura en función de un ideal religioso, moral o social, no juzgar, no aconsejar.[43] La posición debe ser igualmente neutral frente a las manifestaciones transferenciales y frente al discurso del paciente, es decir, «no conceder a priori una importancia preferente, en virtud de prejuicios teóricos, a un determinado fragmento o a un determinado tipo de significaciones».[44]
- Observar una actitud de estricta abstinencia, lo que implica que el analista «no satisface las demandas del paciente ni desempeña los papeles que este tiende a imponerle».[45] El sentido de este principio es que la cura debe transcurrir de tal forma que el analizado no se sirva de ella para obtener satisfacciones sustitutivas de sus síntomas.

En cuanto a la interpretación, su función no es propuesta como un enunciado que refiera el material que ofrece el caso a una teoría (como el Complejo de Edipo, la nosología psicoanalítica, las tópicas que representan el aparato psíquico, etc.), sistematizada o no, que incluya la experiencia propia del analista y el consenso de la comunidad analítica, sino algo que se acercaría mucho más a un desciframiento. En este sentido, el psicoanalista Donald Winnicott comenta la importancia de «que el analista no conozca las respuestas, excepto en la medida en que el paciente dé las claves. El analista recoge las claves y hace las interpretaciones».
Los lapsus, actos fallidos o parapraxes son actos erróneos para la conciencia, en los que se manifiesta una descarga del inconsciente. Para Freud, expresa un motivo personal relevante, desconocido para la personalidad consciente. A menudo el lapsus no es obvio y se revela solo después de una larga cadena de asociaciones.

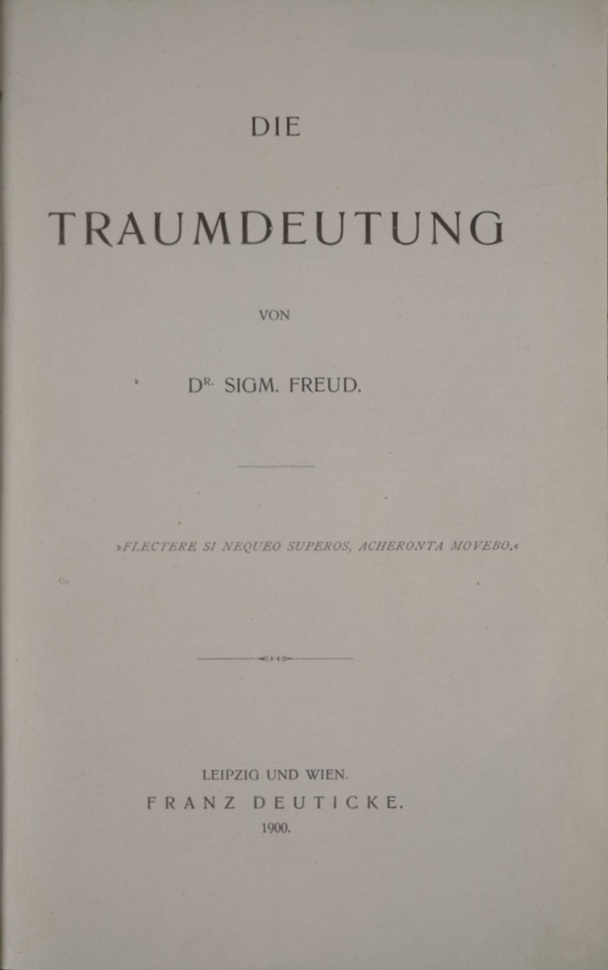
Portada de la primera edición en alemán de La interpretación de los sueños.

Una segunda área explotada por la asociación libre es la de los sueños, considerada la «vía regia al inconsciente». Para el psicoanálisis los sueños son siempre (al menos esto es lo postulado en La interpretación de los sueños) realizaciones de deseos, los cuales generalmente se disfrazan por ser inaceptables para la organización consciente del individuo. Freud distingue en la estructura del sueño: el contenido manifiesto, que generalmente parece incoherente y sin sentido pero que presenta algún tipo de historia narrativa; y el contenido latente, que se refiere a las asociaciones que se despliegan a partir del sueño manifiesto. El sueño (la ilación de sus contenidos manifiestos) es una formación producida por el trabajo del sueño que transforma el material latente mediante la condensación, el desplazamiento, el trastorno en su contrario y diversos tratamientos que las representaciones inconscientes reciben, en virtud de su estructura, y que Freud designó como desfiguración onírica. La dirección del trabajo del análisis es precisamente en sentido contrario al del trabajo del sueño ya que obtiene el contenido latente donde era lo manifiesto. Los sueños son figuraciones capaces de acceder a la conciencia, ya que en esta situación de reposo (el dormir) es cuando la censura se encuentra más relajada y la resistencia se encuentra debilitada. Los anhelos y deseos que tienen prohibido el acceso en los estados conscientes tienen una oportunidad de escaparse tras el velo de la desfiguración onírica.
También en el chiste (Witz en alemán) encuentra el psicoanálisis una de las manifestaciones paradigmáticas del inconsciente.
Freud afirmó que el individuo neurótico, cuyas necesidades eróticas infantiles permanecieron insatisfechas, podrá orientar sus requerimientos libidinosos hacia una nueva persona que surja en su horizonte, siendo muy probable que las dos porciones de su libido (la consciente y la inconsciente) participen en este proceso. Es por lo tanto perfectamente normal y comprensible que una carga de libido se oriente también hacia el psicoanalista. Este proceso da lugar a lo que en psicoanálisis se denomina transferencia.
Cuando se habla de «transferencia» en la terapia, se considera que el paciente transfiere o reedita sobre la figura del analista demandas libidinales experimentadas en la infancia en relación con personas que entonces fueron importantes o significativas. La transferencia ofrece la oportunidad para poner en acto los conflictos infantiles y estructuras cognoscitivas que condujeron a las represiones y a las distintas formaciones de sus neurosis; y asimismo proporciona al sujeto las condiciones para rectificar esos hechos que tuvieron lugar en la infancia y que, por permanecer inconscientes, se habían mantenido refractarios a sus intentos previos de influir en ellos.
La contratransferencia será aquel conjunto de reacciones inconscientes del analista frente a la persona del analizado y frente a la transferencia. Se le considera un elemento muy importante en el trabajo analítico porque cada uno posee en su propio inconsciente un instrumento con el cual puede interpretar las expresiones del inconsciente en los demás.

## Las tópicas
Tal y como aclaran Jean Laplanche y Jean-Bertrand Pontalis en su Diccionario de Psicoanálisis, «tópica» hace referencia a una "Teoría o punto de vista que supone una diferenciación del aparato psíquico en cierto número de sistemas dotados de características o funciones diferentes y dispuestos en un determinado orden entre sí, lo que permite considerarlos metafóricamente como lugares psíquicos de los que es posible dar una representación espacial figurada. Corrientemente se habla de dos tópicas freudianas, la primera en que se establece una distinción fundamental entre inconsciente, preconsciente y consciente, y la segunda que distingue tres instancias: el ello, el yo, el superyó.

### Primera tópica: consciente, preconsciente e inconsciente
La conciencia es la cualidad momentánea que caracteriza las percepciones externas e internas dentro del conjunto de los fenómenos psíquicos. El vocablo «inconsciente» se utiliza para connotar el conjunto de los contenidos no presentes en el campo actual de la conciencia. Está constituido por contenidos reprimidos que buscan regresar a la conciencia o bien que nunca fueron conscientes y su cualidad es incompatible con la conciencia. El preconsciente designa una cualidad de la psique que califica los contenidos que no están presentes en el campo de la conciencia pero pueden devenir en conscientes. Los estados reprimidos son inaccesibles sin una hipnosis, generalmente son revelaciones a través de imágenes retenidas durante el tiempo de vida de cada individuo.

### Segunda tópica: el «ello», el «yo» y el «superyó»

Diagrama del modelo estructural de tres instancias (Ello, Yo y Superyó) y de su superposición con el modelo espacial de la psique en la primera tópica de S. Freud (consciente, preconsciente, inconsciente).

El ello es la instancia más antigua y original de la personalidad y la base de las otras dos. Comprende todo lo que se hereda o está presente al nacer, se presenta de forma pura en nuestro inconsciente. Representa nuestros impulsos o pulsiones más primitivos. Constituye, según Freud, el motor del pensamiento y el comportamiento humano. Opera de acuerdo con el principio del placer y desconoce las demandas de la realidad.
El superyó  (o superego) es la parte que contrarresta al ello, representa los pensamientos morales y éticos recibidos de la cultura. Consta de dos subsistemas: la «conciencia moral» y el ideal del yo. La «conciencia moral» se refiere a la capacidad para la autoevaluación, la crítica y el reproche. El ideal del yo es una autoimagen ideal que consta de conductas aprobadas y recompensadas.
El yo (o ego) es una parte del ello modificada por su proximidad con la realidad y surge a fin de cumplir de manera realista los deseos y demandas del ello de acuerdo con el mundo exterior, a la vez que trata de conciliarse con las exigencias del superyó. El yo evoluciona a partir del ello y actúa como un intermediario entre este y el mundo externo. El yo sigue al principio de realidad, satisfaciendo los impulsos del ello de una manera apropiada en el mundo externo. Utiliza el pensamiento realista característico de los procesos secundarios. Como ejecutor de la personalidad, el yo tiene que medir entre las tres fuerzas que le exigen: las del mundo de la realidad, las del ello y las del superyó, el yo tiene que conservar su propia autonomía por el mantenimiento de su organización integrada.
Los papeles específicos desempeñados por las entidades ello, yo y superyó no siempre son claros, se mezclan en demasiados niveles. La personalidad consta según este modelo de muchas fuerzas diversas en conflicto inevitable.

## Otros conceptos del psicoanálisis

### Mecanismos de defensa
Freud define la represión como una operación cuya esencia consiste en rechazar y mantener alejados de la consciencia determinados elementos que resultarían dolorosos o inaceptables para el yo. La pulsión, cuya satisfacción por sí misma produciría placer, conlleva el peligro de producir displacer por los problemas que acarrearía el no satisfacer otras exigencias, igualmente internas, pero que constituyen las instancias psíquicas (superyoicas) representantes de las exigencias morales. Estos pensamientos o ideas tienen para Freud un contenido sexual. La represión se origina en el conflicto psíquico que se produce por el enfrentamiento de exigencias internas contrarias entre un deseo que reclama imperativamente su satisfacción y las prohibiciones morales. En un sentido más general y menos estricto, el vocablo «represión» fue utilizada también por Freud como sinónimo de «defensa», en tanto se refiere a ella como prototipo de otras operaciones y mecanismos defensivos, mediante los cuales el yo se protege del dolor o displacer que causa este conflicto, «reprimiendo» el deseo inconsciente.
En los sueños opera la condensación. Varios elementos presentes en el sueño latente se conjugan, se unen en un mismo elemento; pueden ser fragmentos de imágenes, frases o trozos de ideas. Estos fragmentos de vivencias siempre estarán unidos de alguna forma por elementos comunes, que los relacionan y aparecen durante el análisis por medio de la asociación libre. Un ejemplo de condensación se da cuando soñamos con una persona que reúne rasgos de diferentes personas, a veces se presenta como una persona determinada y de pronto se convierte o desempeña el papel de alguna otra más.
El desplazamiento, que también se presenta en los sueños, pero que corresponde a una de las operaciones que el psicoanálisis describe para la formación de síntomas neuróticos, consiste en la separación o desprendimiento del afecto (la intensidad, la importancia y la cantidad de afecto) que está ligado a una idea o representación y que se desplaza hacia otras representaciones. De esta manera puede parecer como importante algún elemento que en realidad es superfluo y, por el contrario, recordar de forma imprecisa y sin importancia elementos que originalmente la tenían, pero que por esta vía han quedado desprovistos de su monto de afecto original. El desplazamiento es el proceso que más influye en ocultar el sentido latente del sueño. Cuanto más confuso y oscuro es un sueño, más ha sido influido por el desplazamiento.

### Desarrollo libidinal
El psicoanálisis emplea el término «pulsión» (impulso que tiende a la consecución de un fin) para el estudio del comportamiento humano. Se denomina «pulsión» a las fuerzas derivadas de las tensiones somáticas en el ser humano, y las necesidades del ello; en este sentido las pulsiones se ubican entre el nivel somático y el nivel psíquico.
La pulsión es un impulso que se inicia con una excitación corporal (estado de tensión), y cuya finalidad última es precisamente la supresión de dicha tensión.
Hay dos tipos de pulsiones, la pulsión sexual o de vida (Eros) y la pulsión de muerte (Tánatos). Para el psicoanálisis el impulso sexual tiene unas acotaciones muy superiores a lo que habitualmente se considera como sexualidad. La libido es la energía pulsional, y puede presentar diferentes alternativas según esté dirigida a los objetos (libido objetal), o bien se dirija al propio Yo (libido narcisista).
El psicoanálisis establece una serie de fases a través de las cuales se verifica el desarrollo del sujeto. Desde el punto de vista de dichas fases, los conflictos psíquicos - y su posibilidad de resolución- dependerán del estancamiento de una fase (fijación) o del retorno a una fase precedente (regresión).
Freud distinguió a partir de 1915 diversos momentos y "dimensiones" de una pulsión:
1. La fuente que tiene su origen en lo somático y que se traduce por una tensión, una suerte de impulso (en alemán: Drang).
2. El Drang mismo, es decir la tensión interior que se traduciría en Trieb (pulsión).
3. La meta que se puede encontrar en un estado pasivo o activo.
4. El "objeto" de la pulsión, que en lo real es un medio, un medio bastante accesorio ya que solo sirve para disminuir temporalmente la tensión inherente a la pulsión.

### Desarrollo sexual infantil
La teoría plantea que conforme crecen los niños su deseo se enfoca en diferentes áreas del cuerpo, en los que se busca la satisfacción libidinal. Siguiendo una secuencia de etapas psicosexuales en las que son importantes diferentes zonas erógenas, los niños pasan del autoerotismo a la sexualidad reproductora y desarrollan sus personalidades adultas:

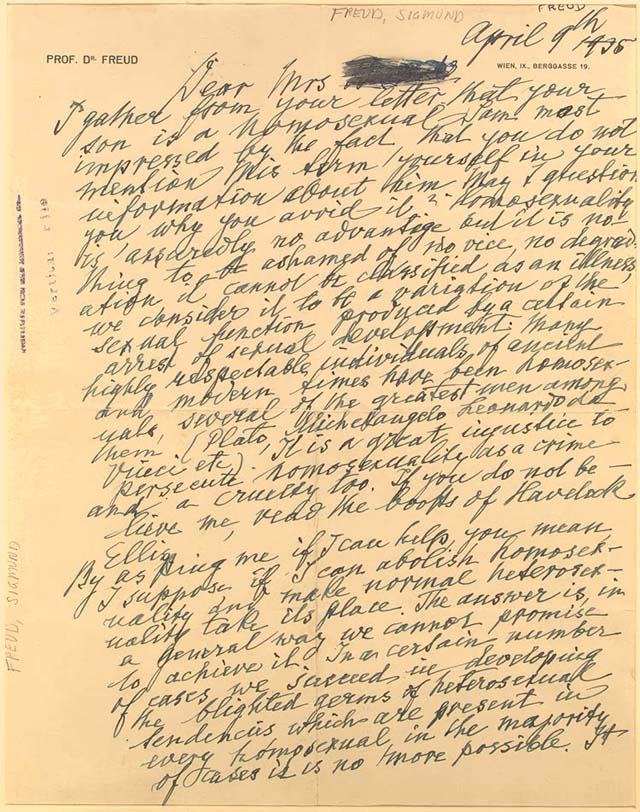
Carta de Sigmund Freud a una madre en relación a la homosexualidad de su hijo. La carta fue más tarde enviada anónimamente "De una madre agradecida" a Alfred Charles Kinsey. Página 1. 9 de abril de 1935.

1. Fase oral (desde el nacimiento hasta los 12 o 18 meses): la boca es la zona erógena preeminente y procura al bebé no solo la satisfacción de alimentarse, sino, sobre todo, el placer de chupar. Es decir, de poner en movimiento los labios, la lengua y el paladar en una alternancia rítmica.
2. Fase anal (12-18 meses hasta 3 años): en esta época la fuente principal de placer y conflicto potencial son las actividades en las que interviene el ano. Con frecuencia representa el primer intento del niño por convertir una actividad involuntaria en voluntaria. Los niños pueden experimentar dolor o placer ya sea al retener o al expulsar sus desechos fisiológicos. Debemos separar aquí el placer orgánico de defecar, aliviando una necesidad corporal, del placer sexual consistente en retener las heces y los gases para después expulsarlos bruscamente.
3. Fase fálica (3 a 6 años): el órgano sexual masculino desempeña un papel dominante. En esta fase, las caricias masturbatorias y los tocamientos ritmados de las partes genitales proveen al niño un placer autoerótico. Freud considera que el clítoris es considerado por la niña como una forma de falo inferior. Al comienzo de la fase fálica, los niños/as creen que todas las personas poseen falo y la diferencia entre tener o no falo se percibe como una oposición por castración. Cada uno toma rumbo diferente al entrar en lo que Freud denomina Edipo, o complejo de Edipo, en el cual primero se da una identificación con la madre en ambos casos. El niño siente deseos sexuales hacia su madre, y al percibir a las niñas como castradas abandona sus deseos por temor a que le ocurra lo mismo, creándose en el varón la angustia de castración que lo lleva a renunciar a sus deseos incestuosos e identificarse con su padre. La niña abandona a la madre porque la cree culpable de su castración y surge la envidia del pene. Sin embargo, se da cuenta de que si es como su madre puede acceder a un pene (véase el concepto psicoanalítico de falo), a lo cual reacciona identificándose con ella y aparece el deseo de engendrar un hijo de su padre.
La homosexualidad es definida como una perversión causada por una interrupción del desarrollo libidinal en esta etapa. Para Freud se produce por una fijación en una etapa temprana del desarrollo psicosexual o una resolución incorrecta del complejo de Edipo. Esta interrupción no permite alcanzar la madurez sexual (heterosexualidad). Un conflicto de homosexualidad inconsciente puede ser un núcleo constituyente de esquizofrenia o paranoia. Más adelante, Freud describe el narcisismo como un componente común a la homosexualidad, la esquizofrenia y las perversiones. Sin embargo, Freud llegaría a reconsiderar su posición con el tiempo, hasta el punto de que en su conocida Carta a una madre americana, Freud no dudó en afirmar que la homosexualidad «no es un vicio ni un signo de degeneración, y no puede clasificarse como una enfermedad».[53] Señaló que perseguir la homosexualidad era una «gran injusticia y una crueldad», y que el análisis, a lo sumo, serviría para devolver la armonía a una persona si se sentía infeliz o neurótica, independientemente de si era homosexual o no.
4. Período de latencia (desde los seis años hasta la pubertad): en este período se desarrollan fuerzas psíquicas que inhiben el impulso sexual y reducen su dirección. Los impulsos sexuales inaceptables son canalizados a niveles de actividad más aceptados por la cultura. Freud lo llamaba «período de calma sexual». No lo consideraba una etapa, ya que no surgía nada dramáticamente nuevo.
5. Fase genital (desde la pubertad hasta la adultez): surge en la adolescencia cuando maduran los órganos genitales. Hay un surgimiento de los deseos sexuales y agresivos. El impulso sexual, el cual antes era autoerótico, se busca satisfacer a partir de una interacción genuina con los demás. Freud creía que los individuos maduros buscan satisfacer sus impulsos sexuales sobre todo por la actividad genital reproductora con miembros del sexo opuesto.

## Disidencias, ampliaciones y escuelas alternativas
Desde poco después de su aparición, el psicoanálisis se ramificó en varias teorías alternativas. Por una parte surgieron las teorías de autores que, aun adheridos inicialmente al psicoanálisis, discreparon con ciertas concepciones clave de la teoría de Freud y formaron escuelas alternativas:
- Carl Gustav Jung discrepaba sobre el origen y destino sexual de la libido, la interpretación de los sueños, el concepto de inconsciente y el modo de tratar las neurosis. En su teoría destacaron los conceptos de inconsciente colectivo y arquetipo. Su escisión tuvo un carácter traumático, tanto para el psicoanálisis como disciplina, como para las partes implicadas personalmente. La salida de Jung de la Asociación Psicoanalítica Internacional y del movimiento psicoanalítico, el cual estaba destinado a liderar tras Freud, tuvo connotaciones de cisma. Creó su propia escuela denominada psicología analítica.
- Alfred Adler difería con respecto a la importancia que daba Freud al factor sexual. Adler hipotetizó un complejo de inferioridad que explicaría las neurosis y creó un método alternativo para tratarlas. Fue la primera disidencia importante en la historia del psicoanálisis (1908) al crear una teoría paralela que sustituía la libido por el instinto de poder. A su propio enfoque lo denominó psicología individual.
- Otto Rank manifestó diferencias con la función del Complejo de Edipo.

Por otra parte, se crearon escuelas que ampliaron el psicoanálisis freudiano:
- Anna Freud desarrolló conceptualmente las funciones y los mecanismos de defensa del yo.[54] Se la considera, junto a Heinz Hartmann y otros, fundadora de la escuela psicoanalítica llamada psicología del yo. Heinz Hartmann fue uno de los discípulos favoritos de Freud, y este consideraba que nunca se alejó de sus ideas.
- La escuela inglesa de Melanie Klein, fundamentada en la teoría de la relación de objeto, desarrolló conceptos como el complejo de Edipo temprano, el superyó temprano, la posición esquizo-paranoide, la posición depresiva, los mecanismos de defensa y la envidia primaria. Poskleinianos relevantes que coincidieron y/o desarrollaron los postulados de Klein fueron Donald Woods Winnicott y Wilfred Bion.
- El psicoanálisis culturalista de Erich Fromm y Karen Horney. Fromm sostuvo que existe un "inconsciente social" constituido por los procesos económicos materiales (en el sentido de Karl Marx). Horney fue una psicoanalista que disentía de las ideas de Freud sobre la sexualidad femenina (criticó el que Freud considerase la envidia del pene como un fenómeno universal), el origen de las neurosis (a las que atribuía causas culturales), los mecanismos de defensa y la aplicación de los conceptos de ello, yo y superyó en otras sociedades distintas de las que analizó Freud.
- La psicología del sí mismo, escuela teórica del psicoanálisis de Heinz Kohut.
- El psicoanálisis interpersonal de Harry Stack Sullivan y sus derivados ulteriores, como el psicoanálisis relacional.
- La escuela francesa de Jacques Lacan que postuló un inconsciente de lenguaje y estructuras funcionales sintácticas, inspirándose en el estructuralismo antropológico de Claude Lévi-Strauss.
- El psicoanálisis latinoamericano, entre cuyos pioneros cabe destacar a Enrique Pichon-Rivière en Argentina, a Durval Marcondes en Brasil y a Ignacio Matte Blanco en Chile.

Aunque todas mantienen los principios básicos de la teoría de Freud sobre el inconsciente, otras partes de las teorías son ampliadas y reinterpretadas por cada escuela. Aparte de las grandes escuelas mencionadas aquí, existen otras innumerables orientaciones, institutos y agrupaciones que se pueden considerar derivadas del enfoque analítico. Además se ha creado la corriente de la psicoterapia psicoanalítica que, aceptando los presupuestos psicoanalíticos, utiliza una concepción y una técnica diferente a la del psicoanálisis propiamente dicho.

### Psicoanálisis en la universidad
El papel que desempeña la enseñanza universitaria en la formación de los psicoanalistas es un tema que se discutió desde los albores del psicoanálisis, en momentos del surgimiento de sus primeras instituciones. El propio Freud dedicó un breve artículo a este tema en 1919: Debe enseñarse el psicoanálisis en la universidad, que se publicó por primera vez traducido al húngaro en la revista Gyógyászat',' en el cual concluye que si bien el psicoanalista puede prescindir de la universidad para su formación específica como tal, la universidad es la que puede beneficiarse al incluir el psicoanálisis en sus planes de estudio. La primera cátedra de psicoanálisis en la Universidad estuvo a cargo del médico psiquiatra y psicoanalista húngaro Sándor Ferenczi, quien fue nombrado Profesor de Psicoanálisis en Budapest en 1919, nombramiento que se produjo a petición de los propios estudiantes que iniciaron un movimiento para lograr que se instaurara como asignatura.
La situación presente es que el psicoanálisis como enfoque teórico suele estudiarse en la universidad en diversas carreras. En general en los estudios de pregrado no se forma directamente a psicoanalistas para el ejercicio clínico. Si un estudiante de psicología o medicina una vez licenciado opta por esta rama, debe especializarse posteriormente para formarse como psicoanalista. En algunos países existe legislación asociada al tema, pero generalmente los criterios que regulan los créditos que debe poseer un profesional para ejercer como psicoanalista tienen su fundamento en la propia teoría (que define un concepto de psicoanálisis didáctico) y están formalmente descritos por las instituciones psicoanalíticas (asociaciones, sociedades, institutos).
En países como Argentina y Francia el psicoanálisis sigue ocupando un lugar central en las facultades de psicología y humanidades.[cita requerida] El psicoanálisis en Chile también tiene cierta presencia académica. En general, sigue vigente en países de habla hispana y algunos países europeos como método terapéutico y de introspección, pero su vigencia en otros países disminuyó considerablemente desde mediados del siglo XX.[cita requerida]

### Psicoanálisis en la literatura o semanálisis
El “semanálisis” es una teoría literaria llamada así debido a que la producción del sentido se da a través de la sintaxis, además de ser inseparable del sujeto hablante y retomar la gramática generativa, la semiótica y el psicoanálisis hasta crear una nueva ciencia que estudia la significación, aun sin cumplir con los parámetros del positivismo.
Una de las características de ésta es su ruptura con lo meramente estructural, herencia del formalismo. Su innovación consiste en analizar los textos no solo desde la distribución de sus elementos ni de su contenido, sino desde el sujeto que enuncia el discurso; es así como inicia la nueva “ciencia del sujeto” (Kristeva, 1976).
A partir de que Jacques Lacan retomara en 1964 las investigaciones de Freud se espera que el psicoanalista sea capaz de establecer el significado no solo de lo enunciado en los textos, sino ir más allá hasta llegar a comprender lo no dicho en ellos, lo oculto, lo que antes quedaba sin definir, perdido entre en la multiplicidad de interpretaciones subjetivas del lector.
En este sentido, la teoría psicoanalítica retoma parte de la teoría saussureana, aunque sin dar tanto peso a la distinción debido a que no hay gran unión entre significado y significante. A diferencia de Saussure, Lacan no presta tanta importancia al significado, más bien encuentra en el significante un espacio ideal para englobar al inconsciente y es ahí en donde ve la clave para descubrir el discurso que se esconde tras la connotación, con lo que da un nuevo sentido al papel del lenguaje en la configuración del inconsciente. Es así como el significante se vuelve un aliado para dar forma a una manera distinta de descubrir el discurso oculto tras las palabras que ya no designan un significado absoluto, sino uno múltiple.
Así, el significante como parte del inconsciente involucra la ambivalencia de desplazamiento y condensación, nombradas de tal manera por Freud, comprendidas por la lingüística como metonimia y metáfora según corresponde. Ambos tropos consisten en comparar términos incluidos en el texto, sin embargo, la metonimia o desplazamiento marca la comparación a partir de nombrar al objeto comparado con el nombre de otra cosa por su relación de causa-efecto, parte-todo o continente-contenido; mientras que la metáfora o condensación determina la semejanza entre dos términos a través del sentido figurado.
De tal manera, al realizar un estudio psicoanalítico de una obra literaria se identifican las anomalías figurales o sintácticas, mismas que son susceptibles a la interpretación. De esta forma se podrá encontrar una secuencialidad metonímica que expresará el anhelo, siempre frustrado, del objeto del deseo, lo cual determinará la comprensión de la identidad extraviada. Al mismo tiempo, por medio de la metáfora se podrá definir cuál es ese “otro” que, según Freud, funge como sustituto de la madre, es decir, se encuentra en lugar de lo perdido. Todo lo anterior es parte de la Topología de Lacan que revisa las formaciones del inconsciente, ocultas en el significante.
Además del significante y la interpretación, la teoría psicoanalítica o semanálisis toma en cuenta la pulsión y la transferencia para encontrar el sentido del texto. La primera, la pulsión, es el deseo del otro, formación del inconsciente que no será ni puede ser satisfecha en su totalidad porque en ese caso dejaría de haber placer no satisfecho del todo, lo que motiva el deseo. En cuanto a la segunda, la transferencia, surge de la demanda del sujeto, el inconsciente puesto en acto de su realidad que propicia a su vez la pulsión. Por lo tanto, lo que demanda el inconsciente es lo que falta para satisfacer el deseo, lo que se marca a través de la relación con la causa real que se enuncia con la metonimia; así tanto la pulsión como el efecto del significante producen el sujeto del inconsciente.
De esta forma, el inconsciente como lenguaje comienza el proceso analítico de transferencia con diferentes significantes y correlatos que se activan en un nivel menor al de la conciencia. La transferencia tiene a su vez tres registros: El registro imaginario que abarca el amor de transferencia, el registro simbólico que es el deseo y el registro real que toma en cuenta el goce y el objeto real de las pulsiones parciales.
Todos estos conceptos y más son vistos, explicados y ejemplificados a profundidad en tres textos por medio de los cuales es posible comprender con demostraciones precisas cómo el inconsciente del sujeto hablante en la obra compone al significante saussureano, develando el verdadero sentido de lo enunciado.
El primero de ellos, Lo siniestro de Sigmund Freud, análisis tomado del volumen VII de sus Obras Completas, demuestra cómo surge, se confunde y se renueva el sentido de lo espeluznante, a partir del estudio de dos términos alemanes: heimlich y unheimlich, el primero para designar a lo familiar, lo conocido, lo íntimo; el segundo para nombrar a lo que debía permanecer oculto pero que ha sido revelado, lo demoníaco. Por medio del análisis del ambiente creado en algunos cuentos de E. T. A. Hoffmann, entre otras obras, se confronta y ejemplifica la evolución que ha habido en la determinación de lo siniestro por medio de recursos como son la confusión entre lo animado y lo inanimado, la aparición del doble o la imagen en el espejo, el automatismo o impulso de repetición, entre otros elementos.
El segundo texto, El seminario sobre “La Carta Robada” de Jacques Lacan, editado por Nara Araújo y Teresa Delgado, analiza el relato de Edgar Allan Poe y brinda un excelente ejemplo de cómo el significante determina la interpretación del sentido y no así el significado, ya que el centro del cuento se encuentra en la desviación de la carta y no en el contenido de la misma, por lo que hay un deslizamiento de errancia entre desplazamiento y condensación, metonimia y metáfora que dan pie a la multiplicidad de sentido.
Por último, el texto Semanálisis y producción de sentido de Julia Kristeva, en el cual se enlistan las cualidades de la nueva ciencia, a la par que se ponen a prueba sus capacidades y límites de acuerdo con lo que requiere tanto la lingüística como el psicoanálisis para llevar a cabo su función.
En conjunto, todos los textos antes mencionados permiten al lector conocer y poner a prueba los lineamientos marcados por la semanálisis, por lo que resultan ideales para aquel que quiera conocer más acerca de cómo se produce e interpreta el sentido de una obra de acuerdo con lo delimitado por Freud y Lacan.

## Eficacia en el tratamiento de trastornos psicológicos

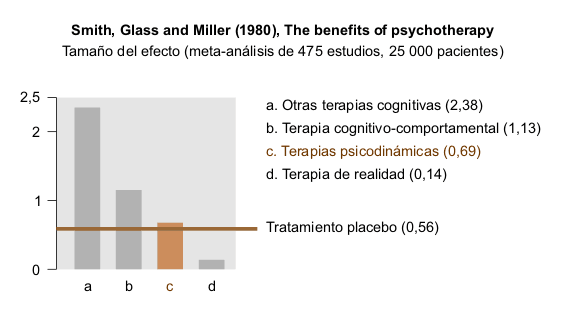
Comparación del tamaño del efecto de la terapia psicodinámica. Smith, Glass and Miller. 1980.

Los detractores del psicoanálisis consideran que no es efectivo en el tratamiento de trastornos psicológicos. Se apoyan en estudios estadísticos (ver referencias) que comparan la eficacia clínica de distintas formas de terapia (psicoanalíticas, gestálticas, conductuales, cognitivas, etc.) con una terapia placebo o con la ausencia de terapia. Estos estudios muestran que en promedio las psicoterapias aportan beneficios y algunas de las terapias cognitivas están a la par de los tratamientos farmacológicos y su efectividad se potencia cuando son empleadas en conjunto. En cambio, la efectividad del psicoanálisis en el tratamiento de enfermedades (depresión, trastornos de ansiedad, trastornos de la alimentación, adicciones, trastornos de la personalidad...) está por debajo del promedio y no supera la efectividad de un tratamiento placebo; y puede, en consecuencia, retrasar o impedir en algunos casos la cura.[cita requerida]
Sin embargo, y en sentido opuesto, existen otras investigaciones que avalan la efectividad del tratamiento psicoanalítico y psicodinámico (una forma de terapia corta fundamentada en el psicoanálisis), lo cual indica que la terapia podría ser utilizada para el alivio de síntomas en diversos pacientes. Los mismos estudios han demostrado que las ganancias obtenidas a partir del uso de terapias psicodinámicas se mantienen, e incluso incrementan, después de la terminación del tratamiento, beneficios que pueden servir para la reducción de síntomas en trastornos psicosomáticos, trastornos de la personalidad, trastornos depresivos, trastornos de ansiedad, y en general, trastornos psiquiátricos (depresión mayor, depresión maternal, estrés postraumático, bulimia nerviosa, anorexia nerviosa, dependencia al opio, dependencia a la cocaína, trastornos de personalidad del claustro c, trastorno límite de la personalidad, trastorno somatomorfo y fobia social).
Asimismo, distintas investigaciones han intentado evaluar los efectos de la terapia psicoanalítica a largo plazo (50 sesiones o más) y han encontrado un mejoramiento en pacientes tratados con esta modalidad, logrando dos objetivos principales: Disminuir síntomas y modificar estructuras disfuncionales de la personalidad. Mientras que diferentes estudios han mostrado que el psicoanálisis y las terapias psicodinámicas pueden ser útiles para el tratamiento de niños con diabetes, trastornos emocionales, trauma infantil y un amplio rango de dificultades conductuales y emocionales.
La Asociación Psicoanalítica Internacional publicó en 1999 un trabajo (Fonagy y otros) en el que se revisan los principales casos clínicos documentados y estudios sobre la eficacia del psicoanálisis. Los resultados indican que la efectividad es mayor en los pacientes más jóvenes, que los tratamientos largos tienen mejores resultados, que el psicoanálisis puede reducir el uso de medicación psicotrópica y que el psicoanálisis se asocia con una mejora en la capacidad laboral, entre otras conclusiones. Aunque la misma publicación opina que muchos estudios estadísticos relativos a la eficacia del psicoanálisis presentan deficiencias metodológicas, haciendo notar que "los estudios no pueden demostrar de manera inequívoca que el psicoanálisis sea efectivo en relación a un placebo activo u otras formas de terapia" y que "la mayoría de los estudios tienen limitaciones graves que pueden llevar a los críticos de la disciplina a desacreditar los resultados".
Por su parte, el psicoanalista Robert Galatzer-Levy recopiló y analizó cuatro estudios en pacientes adultos y varios estudios en niños y adolescentes, y estudios en grupos pequeños, en el libro Does Psychoanalysis Work?, Galatzer concluye que el psicoanálisis demuestra ser eficaz para muchos pacientes y hace hincapié en la necesidad por parte del psicoanálisis de seguir recopilando más datos empíricos.
Las pruebas proporcionadas por estas investigaciones han ayudado a legitimar el estatus teórico y práctico del psicoanálisis ante un creciente número de personas dentro de la comunidad científica. Sin embargo, esto ha llevado a que algunos psicoanalistas teman que sus conceptos se vean reducidos a una validez epistemológica excesivamente positivista y pierdan su sentido subjetivo, escéptico y curioso, por una racionalidad mecanizada. Este pensamiento indica que los abordajes estadísticos que apuntan a medir la eficacia de los tratamientos terapéuticos no tienen en cuenta la singularidad de cada caso evaluado.

## Críticas

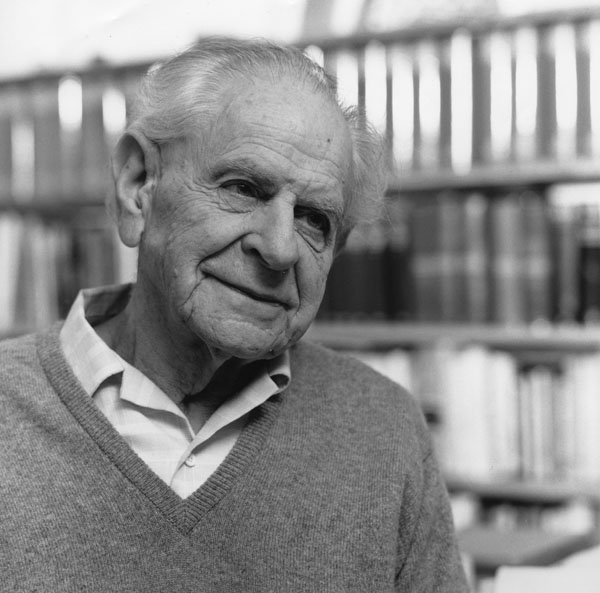
Karl Popper argumentó el carácter acientífico del psicoanálisis, alegando la imposibilidad de someter a falsación sus tesis principales.

El psicoanálisis ha sido cuestionado principalmente por su carácter heterodoxo frente a las ciencias naturales[cita requerida].
Uno de sus primeros críticos fue el filósofo Karl Popper, quien en sus trabajos sobre la filosofía de la ciencia estableció que varios de los postulados de Freud no cumplían con el principio de falsabilidad (esto es, la capacidad de que un postulado se demuestre falso), lo que podía llevar a una interpretación flexible de los mismos ante las evidencias de sus resultados empíricos. Más adelante, otros filósofos, como Adolf Grünbaum, consideraron si los presupuestos del psicoanálisis podían someterse o no al escrutinio de falsabilidad. Grünbaum, aunque concuerda con la conclusión de Popper (el psicoanálisis no sería una ciencia), disiente respecto de su argumentación y considera que sí es posible probar que las predicciones, sobre las que el psicoanálisis sustenta sus postulados y justifica su carácter científico, son simplemente falsas. Otras críticas filosóficas apuntan a la falta de consistencia externa e interrelación entre el psicoanálisis y otras ramas de la ciencia relativas a la mente humana. Sobre la base de este y otros argumentos, Mario Bunge clasifica al psicoanálisis entre las pseudociencias.
Entre los elementos criticados al psicoanálisis puede contarse el Complejo de Edipo. Bronislaw Malinowski cuestiona la idea de su aplicación universal tras haber estudiado a tribus como las de las Islas Trobiand. Concluyó que el complejo no debía darse solamente en la relación madre/hijo, sino en otros tipos, ajustándose a las peculiaridades de cada sistema familiar. También se han cuestionado otros principios como el complejo de castración o la pulsión de muerte, por no tener fundamento científico suficiente.
Algunos críticos han ido más allá y han investigado el resultado de tratamientos aplicados con este sistema. Así, Hans Eysenck, tras estudiar una serie de casos, llegó a la conclusión de que no había diferencias significativas entre el número de casos exitosos y aquellos que mejoraron de manera espontánea. Sin embargo, los estudios de Eysenck, en los que decía demostrar que solo la terapia conductista es efectiva, han sido denunciados como fraudulentos y con datos fabricados. Esto llevó a que en 2020 revistas científicas retractaran oficialmente numerosos artículos de Eysenck (Véase Polémicas y denuncias sobre falseamiento de datos).
Más serio resulta el análisis de John Bowlby, formado en el psicoanálisis y que llevó a cabo numerosas investigaciones que dieron lugar al desarrollo de la teoría del apego. De los cinco principios básicos de los cuales parte la teoría psicoanalítica ortodoxa (dinámico,  económico, estructural, genético y adaptativo), Bowlby  acepta los tres últimos, pero cuestiona los dos primeros. En concreto, considera que el primer principio dinámico de energía psíquica -que sustenta la teoría de las pulsiones- es un paradigma que carece de comprobación empírica. De hecho, los principios teóricos de las ciencias a partir de las que Freud configuró esta teoría (la física, la biología y la neurología, entre otras), han evolucionado y tales principios han quedado obsoletos.
Autores como Karin Obholzer han señalado que casos emblemáticos, como el de Sergei Pankeyev, fueron en realidad un fraude.

### Explicaciones fallidas
Si en algunos ámbitos el psicoanálisis se ha mostrado fructífero, tampoco faltan casos en los que la aplicación indiscriminada o no contrastada de sus tesis ha tenido consecuencias negativas, cuando no contraproducentes.
El caso más llamativo es el del autismo. El psicoanálisis, al aplicar sus tesis sobre el desarrollo infantil, partía de la idea de que el trastorno autista era provocado por el estilo de crianza de los padres, lo que llevó a la creación del mito de la «madre nevera».
De esta manera, trataba de dar por demostrada una hipótesis que, sin embargo, Leo Kanner (descubridor del trastorno) había descartado en su artículo de 1943:

«No es fácil evaluar el hecho de que todas nuestras pacientes procedan de padres muy inteligentes.  (…) Otro hecho destaca prominentemente: en todo el grupo hay muy pocos padres y madres realmente cálidos (…). Surge la pregunta de si, o hasta qué punto, este hecho ha contribuido a la condición de sus hijos. La soledad de los niños desde el nacimiento hace difícil atribuir el cuadro general exclusivamente al tipo de relaciones parentales tempranas con nuestros pacientes. Por tanto, debemos asumir que estos niños han llegado al mundo con una incapacidad innata para formar el contacto afectivo normal con las personas biológicamente proporcionado, al igual que otros nacen con deficiencias intelectuales o físicas innatas.»
Kanner, L. (1943): 'Autistic disturbances of affective contact.' Nervous Child, 2.

En contra de esta tesis, la interpretación psicoanalista se impuso, dando lugar a la práctica de crear centros para recluir a los niños y apartarlos de sus padres, aplicando terapias de muy dudosa eficacia, y creando serios problemas de autoinculpación en padres y madres.
Las investigaciones científicas posteriores evidenciaron la falsedad de las tesis psicoanalíticas al demostrar la base neurológica y hereditaria del autismo. Actualmente, las guías de buena praxis en el tratamiento del autismo desaconsejan las terapias psicodinámicas.
A pesar de esto, los psicoanalistas lacanianos siguen defendiendo el papel del psicoanálisis en el debate sobre autismo.

### Psicoanálisis como obstáculo a la investigación
En el caso del autismo, las teorías psicoanalíticas imperantes impidieron una investigación diferencial, sistemática y rigurosa sobre esta condición neurológica hasta bien entrados los años 60.
Otro caso llamativo es el de la depresión infantil:

«Aunque a principios del siglo XX, varios psiquiatras y paidopsiquiatras Europeos habían llamado la atención sobre el fenómeno de la depresión infantil, ésta desaparece de la literatura científica alrededor de los años 30 de dicho siglo, cuando las teorías psicoanalíticas ortodoxas dominan la psicopatología infantil y se niegan a admitir las depresiones en la infancia. La visión psicoanalítica ortodoxa de la depresión requiere el desarrollo de un yo y un superyó bien estructurados y, por tanto, no es posible que se dé en la infancia. Las únicas excepciones a esta posición fueron los trabajos de dos psicoanalistas heterodoxos, Spitz y Bowlby, quienes estudiaron los efectos negativos de la separación materna en los niños pequeños.»

## En neurociencia
El psicoanálisis se ha ido integrando con el desarrollo actual de las neurociencias, en lo que se ha venido a denominar neuropsicoanálisis.
Científicos como Eric Kandel, Premio Nobel de Medicina y Fisiología (2000), o António Damásio, Premio Príncipe de Asturias de Investigación Científica y Técnica (2005), reclaman un diálogo entre las neurociencias y el psicoanálisis. Damásio cita: "Creo que podemos decir que los discernimientos de Freud sobre la naturaleza de la conciencia concuerdan con los puntos de vista más avanzados de la neurociencia contemporánea". A su vez, Kandel: "Acerca de la mente, no hay todavía concepción más coherente e intelectualmente satisfactoria que el psicoanálisis". Aunque también Kandel afirma que las bases del "inconsciente neuronal" no tienen similitud con el "inconsciente freudiano" y no está relacionado con fuerzas instintivas o conflictos sexuales ya que la información nunca entra en la "conciencia".
El neurólogo y neurocientífico argentino Facundo Manes, incluye a Freud en su historia de las neurociencias. Manes sostiene, en su libro Usar el cerebro, que «durante las décadas de 1880 y 1890 el trabajo de Sigmund Freud evolucionó del método anátomo-clínico (después de los estudios histológicos experimentales) a la neurología teórica (histeria y modelos de afasia) y a la psicología, proceso que dio origen al nacimiento del psicoanálisis».

## En cinematografía
La relación entre el cine y el psicoanálisis ha sido en las últimas décadas cada vez más estrecha. Una muestra de ello es el hecho de que prácticamente todos los congresos y conferencias internacionales de psicoanálisis cuentan con participaciones de destacados psicoanalistas especializados en el análisis del cine. Por otra parte, la apreciable cantidad de largometrajes de calidad cuyo tema central es el psicoanálisis, sus principales autores o hasta sus pacientes famosos da cuenta de una relación recíproca. [cita requerida]
Aunque el cine y el psicoanálisis nacen juntos (Sigmund Freud publicó junto a Josef Breuer los Estudios sobre la histeria en el mismo año en que los hermanos Lumière presentaron su primera película), Freud se mostró muy escéptico respecto de las posibilidades, significación y alcance de este nuevo medio para el psicoanálisis. Según consta en su correspondencia con Sándor Ferenczi, sabía, sin embargo, que nada podría evitar que se filmara sobre la técnica y la teoría psicoanalítica, pero mantuvo su posición crítica y llegó a negarse a ser vinculado personalmente con alguna representación fílmica. Pensaba que no existía una posibilidad seria y respetable de mostrar de manera plástica las abstracciones a las que había arribado la teoría psicoanalítica. En 1925, a pesar de ello y en medio de una polémica al respecto con Freud, Karl Abraham y Hanns Sachs entregaron su apoyo técnico y asesoría científica para la primera película psicoanalítica Misterios de un alma (Geheimnisse einer Seele), del director Georg Wilhelm Pabst.
En las décadas que siguen y hasta la fecha, el psicoanálisis, la vida de Freud o el contexto histórico de sus desarrollos han sido temas que han aparecido con cierta frecuencia en el cine:
- Alfred Hitchcock realiza en 1945 una visita a la temática psiquiátrica y psicoanalítica en su filme Spellbound (Recuerda en España, Cuéntame tu vida en Argentina), protagonizado por Gregory Peck e Ingrid Bergman. Esta película relaciona psicoanálisis y surrealismo, debido a la secuencia diseñada por Salvador Dalí para ilustrar los sueños del protagonista.
- John Huston lleva al cine la vida de un joven Freud en el biopic Freud, pasión secreta (Freud, también Freud: The Secret Passion, 1962), interpretado por Montgomery Clift.[107][108]
- En las películas de Woody Allen, el psicoanálisis es un tema recurrente.[109]
- Richard Gere encarnó a un psicoanalista vulnerable, el doctor Isaac Barr, en Análisis final (1992), dirigida por Phil Joanou, un psiquiatra atrapado en la fascinación por dos atractivas hermanas (Uma Thurman y Kim Basinger) y envuelto en una laberíntica trama criminal. En él se alude al sueño de las flores incluido en La interpretación de los sueños de Freud.[110]
- La historia de la relación entre Sigmund Freud y la princesa Marie Bonaparte, incluida la ayuda que ella prestó para la huida de la familia de Freud al exilio, se llevó a la pequeña pantalla y se estrenó en 2004. Princesse Marie fue dirigida por Benoît Jacquot y protagonizada por Catherine Deneuve como la princesa Marie Bonaparte, y por Heinz Bennent como Freud.[111]
- La película Mahler auf der Couch (Mahler sobre el diván, 2010), de los cineastas Percy y Félix Adlon, aborda la conflictiva vida sentimental de Gustav Mahler y evoca con humor los encuentros con su contemporáneo, el explorador del alma Sigmund Freud.[112]
- El director de cine David Cronenberg estrenó en 2011 A Dangerous Method (Un método peligroso, en español), la adaptación al cine (con ayuda del libro A Most Dangerous Method, de John Kerr) de la obra de teatro de 2002 The Talking Cure, de Christopher Hampton. Sigmund Freud es interpretado por el actor Viggo Mortensen, quien comparte reparto con Keira Knightley (Sabina Spielrein) y Michael Fassbender (Carl Gustav Jung).[113]
- En Freud, serie de televisión alemana de 2020 de Netflix, se narra en ocho capítulos una biografía ficticia de la juventud del padre del psicoanálisis.[114]
- En la película Freud's Last Session dirigida por Matt Brown, estrenada en 2023, Anthony Hopkins interpreta a Freud.[115][116][117]